# E806
La ruta europea E806 és una carretera que forma part de la xarxa de carreteres europees. Comença a Torres Novas (Portugal) i finalitza a Guarda (Portugal). Té una longitud de 317 km. Té una orientació de sud-oest a nord-est.